# Drosophila magalhaesi
Drosophila magalhaesi är en tvåvingeart som beskrevs av Mourao och Bicudo 1967. Drosophila magalhaesi ingår i släktet Drosophila och familjen daggflugor.
Artens utbredningsområde är Brasilien.